# Ernest Nuamah
Ernest Nuamah Appiah (* 1. listopadu 2003) je ghanský profesionální fotbalista, který hraje na pozici křídla za francouzský klub Olympique Lyon a ghanský národní tým.

## Mládežnická kariéra
Nuamah se narodil a vyrůstal v Asafu na předměstí Kumasi. Svou kariéru zahájil v Right to Dream Academy, fotbalové akademii se sídlem v regionu Eastern Region v Ghaně.

## Klubová kariéra

### Nordsjælland
V lednu 2022 se Nuamah připojil k dánskému týmu FC Nordsjælland, který hraje v rámci Superligaen. Svůj debut si odbyl 10. dubna 2022, kdy v 67. minutě nastoupil za Magnuse Kofoda Andersena a v 84. minutě vstřelil gól při remíze 2:2 s Aarhusem GF. Na konci zápasu byl vyhlášen týmovým mužem zápasu. V září 2022 byl Nuamah vyhlášen mladým hráčem měsíce.
Dne 19. března 2023 vstřelil Nuamah dvě branky včetně vítězného gólu při výhře 2:1 nad Brøndby. Na konci sezóny převzal ocenění pro dánského superligového hráče roku.
Nuamah 24. července 2023, v první hrací den sezóny 2023/24, vstřelil hattrick při ligovém vítězství 4:1 proti Viborgu.

### RWD Molenbeek a hostování v Lyonu
Dne 30. srpna 2023 se Nuamah připojil k belgickému týmu RWD Molenbeek, načež byl okamžitě zapůjčen do Lyonu na zbytek sezóny s opcí na nákup v hodnotě 25 milionů eur plus 4,5 milionu eur v potenciálních bonusech ve prospěch klubu Ligue 1.
Později téhož roku, 8. října, vstřelil svůj první gól za Lyon při remíze 3:3 s Lorientem.

### Lyon
Dne 7. července 2024 Lyon oznámil trvalý přestup Nuamaha z RWD Molenbeek za údajnou částku 28,5 milionu eur.

## Statistiky

### Klubové
Platí k zápasu hranému 25. května 2024.
| Klub              | Sezóna            | Liga                  | Liga   | Liga | Národní pohár | Národní pohár | Kontinentální | Kontinentální | Celkově | Celkově |
| Klub              | Sezóna            | Soutěž                | Zápasy | Góly | Zápasy        | Góly          | Zápasy        | Góly          | Zápasy  | Góly    |
| ----------------- | ----------------- | --------------------- | ------ | ---- | ------------- | ------------- | ------------- | ------------- | ------- | ------- |
| Nordsjælland      | 2021/22           | Superligaen           | 9      | 1    | 0             | 0             | —             | —             | 9       | 1       |
| Nordsjælland      | 2022/23           | Superligaen           | 30     | 12   | 4             | 3             | —             | —             | 34      | 15      |
| Nordsjælland      | 2023/24           | Superligaen           | 4      | 4    | 0             | 0             | 2             | 0             | 6       | 4       |
| Nordsjælland      | Celkově           | Celkově               | 43     | 17   | 4             | 3             | 2             | 0             | 49      | 20      |
| RWD Molenbeek     | 2023/24           | Jupiler Pro League    | 0      | 0    | 0             | 0             | —             | —             | 0       | 0       |
| RWD Molenbeek     | 2024/25           | Challenger Pro League | 0      | 0    | 0             | 0             | —             | —             | 0       | 0       |
| RWD Molenbeek     | Celkově           | Celkově               | 0      | 0    | 0             | 0             | 0             | 0             | 0       | 0       |
| Lyon (hostování)  | 2023/24           | Ligue 1               | 29     | 3    | 4             | 0             | —             | —             | 33      | 3       |
| Celkově v kariéře | Celkově v kariéře | Celkově v kariéře     | 72     | 20   | 8             | 3             | 2             | 0             | 82      | 23      |

### Reprezentační
Platí k zápasu hranému 7. června 2024.
| Národní tým | Rok     | Zápasy | Góly |
| ----------- | ------- | ------ | ---- |
| Ghana       | 2023    | 7      | 2    |
| Ghana       | 2024    | 5      | 1    |
| Celkově     | Celkově | 12     | 3    |

#### Reprezentační góly
Skóre a výsledky Ghany jsou vždy zapsány jako první. Góly Ernesta Nuamaha jsou zvýrazněny.
| Gól | Datum          | Místo                            | Soupeř                  | Skóre | Výsledek | Soutěž                                           |
| --- | -------------- | -------------------------------- | ----------------------- | ----- | -------- | ------------------------------------------------ |
| 1.  | 7. září 2023   | Baba Yara Stadium, Kumasi, Ghana | Středoafrická republika | 2:1   | 2:1      | Kvalifikace na Africký pohár národů 2023         |
| 2.  | 12. září 2023  | Ohene Djan Stadium, Akkra, Ghana | Libérie                 | 1:0   | 3:1      | Přátelský zápas                                  |
| 3.  | 6. června 2024 | Stade du 26 Mars, Bamako, Mali   | Mali                    | 1:1   | 2:1      | Kvalifikace na Mistrovství světa ve fotbale 2026 |

## Úspěchy
Lyon
- Poražený finalista Coupe de France: 2023/24

Individuální
- Hráč roku Superligaen: 2022/23
- Hráč jara Superligaen: 2022/23
- Mladý hráč roku Superligaen: 2022/23
- Hráč měsíce Superligaen: červenec 2023
- Mladý hráč měsíce Superligaen: září 2022, červenec 2023
- Tým měsíce Superligaen: červenec 2023